# Bernhard Wagner
Bernhard Fritz Wagner (ur. 1910, zm. ?) – zbrodniarz nazistowski, członek załogi niemieckiego obozu koncentracyjnego Mauthausen-Gusen i SS-Oberscharführer.
Z zawodu księgowy. Członek SS od 1933 i NSDAP od 1937. Do Waffen-SS wstąpił 6 września 1939 i skierowany został do służby w obozie Mauthausen, gdzie do sierpnia 1940 pełnił służbę wartowniczą. Następnie przeniesiono go do obozowej administracji (kierował między innymi komandem pralni obozowej). W 1943, na własną prośbę, został skierowany na front wschodni.
W procesie załogi Mauthausen-Gusen (US vs. Theo Otto Bernhardt i inni) skazany został na 5 lat pozbawienia wolności za maltretowanie podległych mu więźniów.